# دانشکده مدیریت، اقتصاد و حسابداری دانشگاه آزاد اسلامی واحد تبریز
دانشکدهٔ مدیریت، اقتصاد و حسابداری یکی از دانشکده‌های مصوب دانشگاه آزاد اسلامی واحد تبریز است که در تاریخ ۱۰ شهریور ۱۳۸۸ خورشیدی تأسیس شده‌است. این دانشکده دارای ۳ انجمن علمی مصوب شامل «انجمن علمی اقتصاد، تاریخ تشکیل: ۱۰ مهر ۱۳۸۰ خورشیدی»، «انجمن علمی مدیریت صنعتی، تاریخ تشکیل: ۱۲ بهمن ۱۳۸۱ خورشیدی» و «انجمن علمی حسابداری، تاریخ تشکیل: ۹ مرداد ۱۳۸۲ خورشیدی» است.
گروه علوم اقتصادی دانشکدهٔ مدیریت، اقتصاد و حسابداری دانشگاه آزاد اسلامی تبریز «همایش شناخت استعدادها و زمینه‌های بالقوهٔ ایجاد اشتغال در استان آذربایجان شرقی» را در ۱۲ آذر ۱۳۸۲ خورشیدی در سطح داخلی، گروه حسابداری این دانشکده «همایش نگرشی بر وضعیت حال و آیندهٔ حسابداری در ایران» را در یکم اردیبهشت ۱۳۸۳ خورشیدی در سطح داخلی و گروه مدیریت نیز «همایش بررسی نظریات و مدل‌های جدید در مدیریت صنعتی» را در ۹ خرداد ۱۳۸۳ خورشیدی در سطح داخلی به‌عنوان نخستین همایش و سمینار خود برگزار کرده‌است.

## رشته‌ها
دانشکدهٔ مدیریت، اقتصاد و حسابداری دانشگاه آزاد اسلامی واحد تبریز دارای ۳ گروه آموزشی حسابداری، علوم اقتصادی و مدیریت و ۱۴ رشته‌مقطع تحصیلی اقتصاد بازرگانی، اقتصاد صنعتی، اقتصاد نظری، حسابداری، علوم اقتصادی، مدیریت بازرگانی و مدیریت صنعتی در مقاطع کاردانی، کارشناسی ناپیوسته، کارشناسی پیوسته (پاره‌وقت و تمام‌وقت)، کارشناسی ارشد و دکتری است.

### حسابداری
- حسابداری (کاردانی).
- حسابداری (کارشناسی ناپیوسته).
- حسابداری (کارشناسی پیوسته-پاره‌وقت).
- حسابداری (کارشناسی پیوسته-تمام‌وقت).
- حسابداری (کارشناسی ارشد).
- حسابداری (دکترا)

### علوم اقتصادی
- علوم اقتصادی-اقتصاد بازرگانی (کارشناسی پیوسته).
- علوم اقتصادی-اقتصاد صنعتی (کارشناسی پیوسته).
- علوم اقتصادی-اقتصاد نظری (کارشناسی پیوسته).
- علوم اقتصادی-علوم اقتصادی (کارشناسی ارشد).

### مدیریت
- مدیریت بازرگانی (کارشناسی پیوسته).
- مدیریت صنعتی (کارشناسی پیوسته-پاره‌وقت).
- مدیریت صنعتی (کارشناسی پیوسته-تمام‌وقت).
- مدیریت صنعتی (کارشناسی ارشد).
- مدیریت صنعتی (دکتری).

## طرح‌های پژوهشی
دانشکدهٔ مدیریت، اقتصاد و حسابداری دانشگاه آزاد اسلامی واحد تبریز دارای ۲۳ طرح پژوهشی است که از میان آن‌ها ۱۰ طرح خاتمه‌یافته، ۸ طرح در حال اجرا و ۵ طرح نیز در حال بررسی است:

### خاتمه‌یافته
- اندازه‌گیری و تخمین سطح و توزیع سرمایهٔ انسانی در استان آذربایجان شرقی	(سید علی پایتختی اسکویی).
- اولویت‌های توسعهٔ بخش صنعت استان آذربایجان شرقی براساس روش و فرایند تحلیل سلسله‌مراتبی AHP	 (محمدرضا ناهیدی).
- بررسی ارزش توریستی پارک ائل‌گلی تبریز با استفاده از روش ارزش‌گذاری مشروط CVM	(منیره دیزجی).
- بررسی تأثیر گردشگران خارجی بر رشد اقتصادی ایران با استفاده از روش غیرخطی مارکوف–سوئچینگ	(منیره دیزجی)
- بررسی کارایی دانشجویان در استفاده از زمان با استفاده از روش مرز تصادفی تولید. مطالعهٔ موردی: دانشجویان دانشگاه آزاد اسلامی واحد تبریز (حبیب آقاجانی).
- بررسی وضعیت توزیع درآمد در استان آذربایجان شرقی طی برنامه‌های اول و دوم توسعهٔ اقتصادی، اجتماعی و فرهنگی	(سید علی پایتختی اسکویی).
- تحلیل تأثیر شاخص‌های اقتصاد دانش‌حور بر تولید ناخالص داخلی کشورها	(کاظم امجدی).
- تعیین مزیت نسبی منتخبی از محصولات زراعی استان آذربایجان شرقی	(تقی هومن).
- سنجش و کارایی واحدهای صنعتی استان آذربایجان شرقی با استفاده از روش DEA	(کاظم امجدی).
- عوامل مؤثر بر جذب سرمایه‌گذاری در منطقهٔ آزاد ارس و اولویت‌بندی آن‌ها براساس روش و فرایند تحلیل سلسله‌مراتبی AHP	(محمدرضا ناهیدی).

### در حال اجرا
- بررسی تأثیر فعالیت‌های R&D داخلی و واردات سرمایه‌ای واسطه‌ای بر ارزش افزوده در صنایع استان‌های کشور طی سال‌های ۱۳۸۷-۱۳۷۴	(منیژه تقی‌لو).
- بررسی تأثیر نظام راهبری شرکت بر قابلیت اتکای اقلام تعهدی شرکت‌های پذیرفته‌شده در بورس اوراق بهادار تهران	(رسول برادران).
- بررسی تأثیر نظام راهبری شرکت بر قابلیت اتکای اقلام تعهدی شرکت‌های پذیرفته‌شده در بورس اوراق بهادار تهران	(رسول برادران).
- بررسی رابطهٔ بین مدیریت سود و محافظه‌کاری حسابداری	(یونس بادآور نهندی).
- بررسی رابطهٔ بین مدیریت سود و محافظه‌کاری حسابداری	(یونس بادآور نهندی).
- شناسایی بخش‌های کلیدی و پیشرو استان آذربایجان شرقی در راستای توسعهٔ اقتصادی استان	(رویا ال‌عمران).
- طراحی الگویی برای شناسایی و انتخاب بازارهای هدف صادرات صنایع غذایی (شیرینی و شکلات) با استفاده از منطق فازی	(کاظم امجدی).
- مقایسهٔ ابعاد ریسک سرمایه‌گذاران متخصص و غیرمتخصص در مورد خرید سهام. مطالعهٔ موردی: بورس اوراق بهادار تبریز (رویا ال‌عمران).

### در حال بررسی
- ارزیابی و رتبه‌بندی مؤسسات مالی و اعتباری استان آذربایجان شرقی براساس ریسک اعتباری مشتریان به روش topsis فازی	(فرامرز میرزایی صلحی).
- اندازه‌گیری فقر و شاخص‌های توزیع آن در استان آذربایجان شرقی	(حسن طاهری).
- بررسی آثار حد نوسان قیمت سهام در بورس اوراق بهادار	(محمدرضا ناهیدی).
- بررسی تأثیر نظام راهبری شرکت بر قابلیت اتکای اقلام تعهدی شرکت‌های پذیرفته‌شده در بورس اوراق بهادار تهران	(رسول برادران).
- بررسی رابطهٔ بین مدیریت سود و محافظه‌کاری حسابداری	(یونس بادآور نهندی).